# ラルーシュ運動

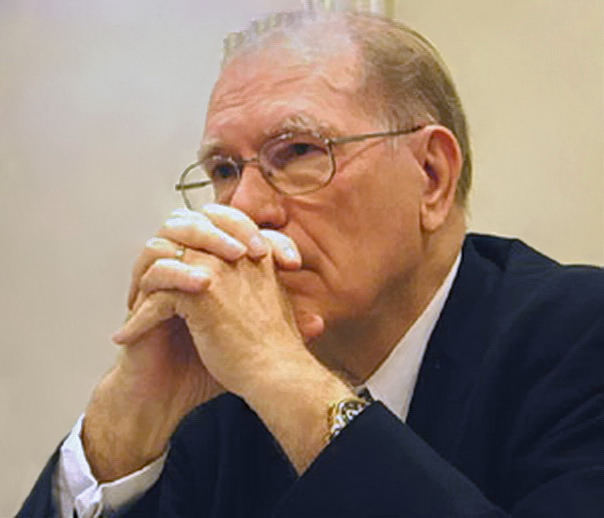
この運動の創始者で名称の由来でもあるリンドン・ラルーシュ（1922-2019）

ラルーシュ運動（英：LaRouche movement）は、リンドン・ラルーシュとその思想を推進する政治的および文化的ネットワークである。この運動には、世界中の多くの組織や企業が関与しており、キャンペーン、情報収集、書籍や定期刊行物の発行を行っている。『ニューヨーク・タイムズ』紙はこの運動を「カルト的」としている。

## 特徴
ラルーシュ運動は熱心な信奉者を集め、いくつかの具体的かつ精緻な政策構想を展開したが、マルクス主義、ファシスト、反ユダヤ主義、政治的カルト、個人崇拝、犯罪組織などとさまざま呼び方をされている。ラルーシュ運動は極右の政治運動であると考えられることが多い。1984年、米国家安全保障会議の元上級職員ノーマン・ベイリーは、ラルーシュ運動の研究員を「世界最高の民間諜報機関の1つ」と評した。ヘリテージ財団は「米国史において、最も奇妙な政治団体の一つ」と呼び、『ワシントン・マンスリー』紙はそれを「巨大かつ奇妙な虚栄報道機関」と呼んだ。
ジャーナリストでジョン・バーチ・ソサエティの活動家であるジョン・リースは、ラルーシュ運動について「政党というよりも政治的カルトの性格を帯びている」と述べ、ラルーシュは信者たちから「盲従」を与えられていると述べた。また、ラルーシュ運動を「個人崇拝」とも呼んだ。ラルーシュはこれに反論してカルト的人物であるという告発を「ゴミ」として、グループに対する支配を否定した。
長年、批評を続けているチップ・バーレットとマシュー・N・ライオンズは次のように述べた。
奇妙な政治的カルトとして片付けられることが多いが、ラルーシュ組織とさまざまなフロント団体はファシスト運動であり、その発信は、ナチスのイデオロギーの要素を反映している。1970年代初頭、ラルーシュ運動の支持者はポピュリズム的な反エリート主義と、極左、環境活動家、フェミニスト、同性愛者やレズビアン、労働団体に対する攻撃を組み合わせた。ラルーシュ運動の支持者は「人道主義者」エリートが産業資本家に代わって統治する独裁制を主張した。また、イルミナティ・フリーメーソンとユダヤ人銀行家にまつわる陰謀論の、特異で婉曲化された派生版を生み出した。ラルーシュ運動の見解は風変わりではあるものの、内部的には一貫しており、右派ポピュリストの伝統に根ざしていた。